# Tori-Leine
Eine Tori-Leine (japanisch 鳥 tori, deutsch ‚Vogel‘) ist eine beim berufsmäßigen Hochseefischen parallel zur Langleine ins Wasser gelassene Leine zur Abschreckung von Seevögeln.
Während die mit hunderten bis tausenden von Ködern versehene Angelleine ins Wasser gelassen wird, soll die mit flatternden Bändern versehene Tori-Leine Vögel von den mit Haken versehenen Ködern fernhalten. Dadurch verhindert sie den Beifang dieser Vögel und stellt so einen wichtigen Beitrag zum Vogelschutz dar. Da die Tori-Leinen nur von wenigen Hochseefischern benutzt werden, fallen der Hochseefischerei noch immer jährlich etwa 300.000 Seevögel, darunter ein Drittel Albatrosse, zum Opfer. ACAP, ein Abkommen zum Schutz von Albatrossen und anderer Sturmvögel, verpflichtet die Mitgliedsstaaten, die Verwendung der Tori-Leinen durchzusetzen.